# Застава Тирингије
Обе заставе Тирингије су двобојка беле и црвене боје, осим тога што државна застава садржи грб Тирингије. Уведена формирањем државе Тирингије у оквиру Вајмарске републике 1920. године, она је реверс заставе Хесена, обе заставе на крају одражавају хералдичке боје Лудовингових владара средњовековног војводства Тирингије. Народна застава је слична као застава Пољске.

## Историја
Након спајања седам слободних држава Саксонија-Вајмар-Ајзенах, Саксонија-Гота, Саксонија-Алтенбург, Саксонија-Мајнинген, Народна држава Ројс, Шварцбург-Рудолштат и Шварцбург-Зондерсхаузен настала 1920. године, те године је за заставу усвојена бело-црвена двобојка са грбом у средини.
Као и многе немачке државне заставе, најчешће коришћена величина комерцијално је 3:5, иако је у закону наведено да је „најмање 1:2“. Грађанска двобојна застава коришћена је у Вајмарској републици, а укинута је 1935. године, у оквиру реформи Трећег рајха . Поново је усвојена 1946. године када је Тирингија поново постала држава, а поново је укинута 1952. у складу са реформама у Немачкој Демократској Републици . Након уједињења Немачке, застава је поново усвојена 1991. године.
Нови грбови Тирингије су стари грбови Лудовинских ландгрофова Тирингије. Тирингија и Хесен имају сличне грбове, што њихове државне заставе чини једнако сличним.

## Дани заставе
У Тирингији, као и осталим државама Немачке постоје дани заставе, где је обавезно држави заставу савезне државе и Немачке на зградама. Ти дани су:
   27. јануар: Дан сећања на жртве националсоцијализма
   1. мај: Празник рада
   9. мај: Дан Европе
   23. мај: годишњица проглашења Основног закона
   17. јун: Годишњица народног устанка у бившој Немачкој Демократској Републици
   20. јул: Немачки отпор нацизму
   3. октобар: Дан немачког јединства
   25. октобар: Дан устава слободне државе Тирингије
Застава ће се вијорити на пола копља на дан сећања на жртве националсоцијализма и на дан жалости.

## Историја
- Шварцбург-Зондерсхаузен (1599–1918)
- Саксонија-Алтенбург
- Саксонија-Меининген
- Саксонија-Хилдбургхаусен
- Саксонија-Гота-Алтенбург
- Кнежевина Рејс-Грајц
- Кнежевина Рејс-Гера
- Војводство Саксонија-Ајзенах (1813–1897)
- Војводство Саксонија-Ајзенах (1897–1918)
- Саксонија-Кобург и Гота
- Застава из 1933. године